# Ямбару-куина
Ямбару-куина, или окинавский пастушок (лат. Hypotaenidia okinawae), — вид птиц из семейства пастушковых отряда журавлеобразных. Эндемик острова Окинава (Япония). Впервые был обнаружен в 1978 году.

## Описание
Общая длина тела достигает 30 см, размах крыльев до 50 см, масса — до 435 г. Крылья короткие и округлые, птица почти утратила способность летать. Хвост короткий. Верх тела оливково-бурый, низ чёрный с рябью из узких белых поперечных полос; бока головы и горло также чёрные с белой продольной полосой за глазом. Мощные ноги и клюв красные, конец клюва светлый. Радужка глаз также красная. Молодые птицы светлее взрослых, с крапчатой нижней частью тела. Белая полоса у них на шее короче, клюв и глаза коричневатые, ноги охристо-желтые.
Шумные громкоголосые птицы. Кричат в основном рано утром и в конце дня, обычно находясь на земле, но иногда и сидя на деревьях. Часто кричат парами, на одном участке бывает слышно до 12 птиц одновременно. Голоса пары звучат как громкие «кио», «куи — куи — куи — ки-куии — ки-куии» и ответные «ки-ки-ки» и «киип — киип — киип». Другие крики включают высокие звуки, напоминающие поросячий визг, и глубокие булькающие «гу-гу-гугугугу» и «гиу-гиу-гиагиагиа».
Ближайшими родственниками ямбару-куины являются зебровый, новобританский и калаянский пастушки.

## Ареал и места обитания
Ареал вида ограничен узкой прибрежной полосой (шириной всего 4 км) густых зарослей во влажных местах вечнозелёного широколиственного субтропического леса Ямбару в возвышенной северной части острова Окинава (архипелаг Рюкю, южная Япония). Общая площадь ареала составляет около 990 км² (по другим данным всего 260 км²). Встречаются главным образом в лесу, а также на болотах, лугах и возделываемых землях вблизи водоёмов. Оседлые птицы, только зимой некоторые особи могут откочевывать в южную часть ареала.

## Образ жизни
Большую часть времени держится на земле, на ночь взлетает на невысокие деревья. На большие расстояния летать не может. Кормится главным образом на лесной подстилке, но иногда и на мелководье. Питается ящерицами, амфибиями, улитками и крупными насекомыми, такими как саранча. Моногамные птицы, держатся обычно парами. Размножаются в мае-июле. Гнездо строят на земле. В кладке от 2 до 5 белых с розовато-коричневыми крапинками яиц. Пуховые птенцы чёрные с белым клювом и желтоватыми ногами.

## Численность и охрана
Ямбару-куина занесена в Международную Красную книгу как вид находящийся под угрозой исчезновения, поскольку существует только одна очень малочисленная популяция, имеющая очень маленький ареал на одном единственном острове. В 1986 году общая численность оценивалась в 1800 птиц. Исследования 1996—2004 гг. показали значительное её сокращение до 717 особей и сужение ареала с севера на 40 %. Тем не менее, исследования 2006 года не выявили дальнейшего уменьшения области распространения. Основную угрозу представляют интродуцированные на остров хищники — одичавшие кошки и собаки, яванские мангусты (Herpestes javanicus), большеклювые вороны (Corvus macrorhynchos), а также вырубка лесов, развитие инфраструктуры, сельское хозяйство и строительство площадок для гольфа. Много птиц, особенно в период размножения, погибает на дорогах. В результате, по данным международной организации BirdLife International, численность популяции ямбару-куин к 2017 году снизилась до 480 половозрелых особей и продолжает уменьшаться.
Объявлена памятником природы Японии и охраняется законом. В 1996 году лес Ямбару стал национальным парком. На отдельных участках проводится отлов завезённых хищных млекопитающих, а также ограничение передвижения на дорогах. Министерством окружающей среды Японии запланирована программа разведения этого пастушка в неволе с целью создания искусственной популяции в 200 особей.